# Castillo Hammond
El castillo Hammond es una edificación ubicada en la costa de Gloucester, Massachusetts, Estados Unidos.

## Historia
El edificio contiene una colección de elementos de los siglos XV, XVI, y XVIII y se encuentra en una colina con vista al Océano Atlántico. El castillo, que fue construido entre 1926 y 1929, era el hogar y el laboratorio de John Hays Hammond, Jr. El señor Hammond era un inventor que fue pionero en el control remoto y registró más de cuatrocientas patentes.
John Hays Hammond Jr. contrató al estudio de arquitectura Allen & Collens, de Boston, Massachusetts, en 1923 para diseñar la residencia de sus sueños: un castillo de estilo medieval. El castillo original iba a ser una casa-torre construida sobre el terreno de su padre en Lookout Hill. Leslie Buswell, amigo íntimo de Hammond, quien pronto comenzaría la construcción de su propia casa cercana, Stillington Hall, le comentó que intentaba recrear la catedral de Chartres, casi igualando la nave de 36,5 metros de altura de la catedral. En 1924, Hammond solicitó un rediseño más modesto que reduciría la altura de la estructura de 36,5 metros a 26,5 metros y una superficie de 13,1 metros por 9 metros, pero manteniendo el estilo de casa-torre.